# Marinho
Mário Sérgio Santos Costa (Penedo, Alagoas, 29 de mayo de 1990), conocido como Marinho, es un futbolista brasileño. Juega de delantero y su equipo es Fortaleza E. C. de la Serie A de Brasil.

## Trayectoria

### Inicios
Marinho entró a las inferiores del Fluminense en 2008, y debutó con el primer equipo el 30 de marzo en la derrota por 1-3 contra el Botafogo por el Campeonato Carioca. Su primer encuentro de Serie A fue el 11 de mayo en el empate 0-0 de visita contra el Atlético Mineiro.

### Internacional
El 30 de diciembre de 2008 fichó por el Internacional de Porto Alegre por cinco años. Debutó en su nuevo club el 5 de febrero en el 4-1 sobre Canoas por el Campeonato Gaúcho.
En su etapa en el Inter, Marinho fue enviado a préstamo al Caxias, Paraná donde anotó su primer gol profesional en la Serie B, además al Goiás y el Ituano.

### Después del Inter
El 8 de enero de 2014, Marinho fichó por el Náutico, donde solo jugó una temporada.
El 23 de diciembre de 2014 se anunció su traspaso al Ceará para la temporada 2015.

### Cruzeiro
En junio de 2015 se confirmó su fichaje al Cruzeiro por 1.2 millones de reales. Debutó por el club el 4 de julio en reemplazo de Marquinhos y anotó el segundo gol en la victoria 2-0 contra el Atlético Paranaense. Jugó 11 encuentros más para el equipo.

### Vitória
El 25 de enero de 2016, Marinho fue enviado a préstamo con el recién ascendido Vitória.
Siendo un jugador titular del club en la primera etapa del campeonato, el delantero fichó permanentemente con el club el 18 de junio. Anotó dos goles el 6 de noviembre en la victoria en casa por 3-2 contra el Paranaense.

### Changchun Yatai
El 21 de enero de 2017 fichó por el Changchun Yatai de la Superliga de China. No logró adaptarse en su nuevo equipo, y solo anotó tres goles en 22 encuentros.

### Grêmio
El 28 de junio de 2018 regresó a Brasil, y fichó por tres años por el Grêmio. Fue usado como suplente en el equipo con mucha competencia en el ataque, con nombre como: Luan, Everton, Jael, Diego Tardelli, André y Felipe Vizeu.

### Santos
El 25 de mayo de 2019, Marinho fichó por el Santos hasta 2022; David Braz dejaba el club y se unía al Grêmio. Debutó el 2 de junio en la victoria por 1-0 de visita ante su anterior club el Ceará.
En el duelo contra el Ceará, el 18 de octubre de 2021, en la Arena Castelão, por la 21ª jornada del Campeonato Brasileño, el delantero Marinho completó 100 partidos vistiendo la camiseta del Santos.
En la temporada 2021, Marinho jugó 42 partidos, anotando nueve goles y dando cuatro asistencias. Sin embargo, su mejor momento profesional llegó en 2020, cuando anotó 24 goles y dio ocho asistencias en 43 partidos. Además, el delantero fue nombrado Rey de América ese año.
El tiempo del delantero Marinho en el Santos ha llegado a su fin. Tras 112 partidos, 41 goles, 17 asistencias y 8414 minutos.

### Flamengo
El 28 de enero de 2022 llega a Flamengo. Debutó el 2 de febrero marcando un gol ante Boavista por el Campeonato Carioca 2022.
Terminó su primera temporada en el Flamengo, donde jugó 43 partidos, marcó seis goles y dio seis asistencias. Marinho dejó el Flamengo con 60 partidos, seis goles, nueve asistencias y dos títulos.

### Fortaleza
Fortaleza anunció este martes 20 de junio de 2023, el fichaje de Marinho. En la operación, el club cearense pagó 400 mil dólares  al Rubro-Negro. Marinho firmó un contrato con Fortaleza válido hasta finales de 2025.
Marinho cumplió 100 partidos con el Fortaleza en el partido del Nordestão contra el Bahía en 9 de julio de 2025. El delantero, que llegó al Laion a mediados de la temporada 2023, ha acumulado goles históricos en tres temporadas con el club cearense.

## Estadísticas
Actualizado al último partido disputado el 29 de mayo de 2025.
| Club | Div.          | Temporada     | Liga  | Liga  | Estatal(1) | Estatal(1) | Copas nacionales(2) | Copas nacionales(2) | Copas internacionales(3) | Copas internacionales(3) | Total | Total |
| Club | Div.          | Temporada     | Part. | Goles | Part.      | Goles      | Part.               | Goles               | Part.                    | Goles                    | Part. | Goles |
| --- | ------------- | ------------- | ----- | ----- | ---------- | ---------- | ------------------- | ------------------- | ------------------------ | ------------------------ | ----- | ----- |
| Fluminense F. C. · Brasil | 1.ª           | 2008          | 7     | 0     | 1          | 0          | 0                   | 0                   | ―                        | ―                        | 8     | 0     |
| Fluminense F. C. · Brasil | Total club    | Total club    | 7     | 0     | 1          | 0          | 0                   | 0                   | 0                        | 0                        | 8     | 0     |
| S. C. Internacional · Brasil | 1.ª           | 2009          | 0     | 0     | 1          | 0          | 0                   | 0                   | ―                        | ―                        | 1     | 0     |
| S. C. Internacional · Brasil | 1.ª           | 2010          | 0     | 0     | 1          | 0          | 0                   | 0                   | ―                        | ―                        | 1     | 0     |
| S. C. Internacional · Brasil | 1.ª           | 2011          | 0     | 0     | 3          | 0          | 0                   | 0                   | ―                        | ―                        | 3     | 0     |
| S. C. Internacional · Brasil | Total club    | Total club    | 0     | 0     | 5          | 0          | 0                   | 0                   | 0                        | 0                        | 5     | 0     |
| Caxias · Brasil | 3.ª           | 2011          | 6     | 0     | ―          | ―          | ―                   | ―                   | ―                        | ―                        | 6     | 0     |
| Caxias · Brasil | Total club    | Total club    | 6     | 0     | 0          | 0          | 0                   | 0                   | 0                        | 0                        | 6     | 0     |
| Paraná Clube · Brasil | 2.ª           | 2011          | 7     | 2     | ―          | ―          | ―                   | ―                   | ―                        | ―                        | 7     | 2     |
| Paraná Clube · Brasil | Total club    | Total club    | 7     | 2     | 0          | 0          | 0                   | 0                   | 0                        | 0                        | 7     | 2     |
| Goiás E. C. · Brasil | 2.ª           | 2012          | 2     | 0     | 13         | 0          | 4                   | 0                   | ―                        | ―                        | 19    | 0     |
| Goiás E. C. · Brasil | Total club    | Total club    | 2     | 0     | 13         | 0          | 4                   | 0                   | 0                        | 0                        | 19    | 0     |
| Ituano F. C. · Brasil | Est.          | 2013          | ―     | ―     | 11         | 1          | ―                   | ―                   | ―                        | ―                        | 11    | 1     |
| Ituano F. C. · Brasil | Total club    | Total club    | 0     | 0     | 11         | 1          | 0                   | 0                   | 0                        | 0                        | 11    | 1     |
| Náutico · Brasil | 2.ª           | 2014          | 17    | 1     | 6          | 1          | 1                   | 0                   | ―                        | ―                        | 24    | 2     |
| Náutico · Brasil | Total club    | Total club    | 17    | 1     | 6          | 1          | 1                   | 0                   | 0                        | 0                        | 24    | 2     |
| Ceará S. C. · Brasil | 2.ª           | 2015          | 5     | 4     | 21         | 4          | 3                   | 1                   | ―                        | ―                        | 29    | 9     |
| Ceará S. C. · Brasil | Total club    | Total club    | 5     | 4     | 21         | 4          | 3                   | 1                   | 0                        | 0                        | 29    | 9     |
| Cruzeiro E. C. · Brasil | 1.ª           | 2015          | 12    | 1     | ―          | ―          | ―                   | ―                   | ―                        | ―                        | 12    | 1     |
| Cruzeiro E. C. · Brasil | Total club    | Total club    | 12    | 1     | 0          | 0          | 0                   | 0                   | 0                        | 0                        | 12    | 1     |
| E. C. Vitória · Brasil | 1.ª           | 2016          | 27    | 12    | 10         | 3          | 4                   | 6                   | 2                        | 0                        | 43    | 21    |
| E. C. Vitória · Brasil | Total club    | Total club    | 27    | 12    | 10         | 3          | 4                   | 6                   | 2                        | 0                        | 43    | 21    |
| Changchun Yatai China | 1.ª           | 2017          | 17    | 3     | ―          | ―          | 0                   | 0                   | ―                        | ―                        | 17    | 3     |
| Changchun Yatai China | 1.ª           | 2018          | 5     | 0     | ―          | ―          | 0                   | 0                   | ―                        | ―                        | 5     | 0     |
| Changchun Yatai China | Total club    | Total club    | 22    | 3     | 0          | 0          | 0                   | 0                   | 0                        | 0                        | 22    | 3     |
| Grêmio · Brasil | 1.ª           | 2018          | 13    | 1     | ―          | ―          | 2                   | 0                   | 1                        | 0                        | 16    | 1     |
| Grêmio · Brasil | 1.ª           | 2019          | 2     | 0     | 8          | 4          | 0                   | 0                   | 2                        | 0                        | 12    | 4     |
| Grêmio · Brasil | Total club    | Total club    | 15    | 1     | 8          | 4          | 2                   | 0                   | 3                        | 0                        | 28    | 5     |
| Santos F. C. · Brasil | 1.ª           | 2019          | 27    | 8     | ―          | ―          | 1                   | 0                   | ―                        | ―                        | 28    | 8     |
| Santos F. C. · Brasil | 1.ª           | 2020          | 27    | 17    | 4          | 3          | 2                   | 0                   | 10                       | 4                        | 43    | 24    |
| Santos F. C. · Brasil | 1.ª           | 2021          | 27    | 6     | 4          | 0          | 4                   | 1                   | 7                        | 2                        | 42    | 9     |
| Santos F. C. · Brasil | Total club    | Total club    | 81    | 31    | 8          | 3          | 7                   | 1                   | 17                       | 6                        | 113   | 41    |
| C. R. Flamengo · Brasil | 1.ª           | 2022          | 25    | 4     | 10         | 1          | 3                   | 0                   | 5                        | 1                        | 43    | 6     |
| C. R. Flamengo · Brasil | 1.ª           | 2023          | 4     | 0     | 7          | 0          | 2                   | 0                   | 3                        | 0                        | 16    | 0     |
| C. R. Flamengo · Brasil | Total club    | Total club    | 29    | 4     | 17         | 1          | 5                   | 0                   | 8                        | 1                        | 59    | 6     |
| Fortaleza E. C. · Brasil | 1.ª           | 2023          | 21    | 2     | ―          | ―          | ―                   | ―                   | 5                        | 2                        | 26    | 4     |
| Fortaleza E. C. · Brasil | 1.ª           | 2024          | 23    | 4     | 15         | 2          | 4                   | 1                   | 5                        | 1                        | 47    | 8     |
| Fortaleza E. C. · Brasil | 1.ª           | 2025          | 6     | 0     | 11         | 2          | 2                   | 0                   | 5                        | 1                        | 24    | 3     |
| Fortaleza E. C. · Brasil | Total club    | Total club    | 50    | 6     | 26         | 4          | 6                   | 1                   | 15                       | 4                        | 97    | 15    |
| Total carrera | Total carrera | Total carrera | 280   | 65    | 126        | 21         | 32                  | 9                   | 45                       | 11                       | 483   | 106   |
| (1) Incluye datos de la Copa do Nordeste. (2) Incluye datos de la Copa de Brasil. (3) Incluye datos de la Copa Sudamericana, la Copa Libertadores y la Recopa Sudamericana. |               |               |       |       |            |            |                     |                     |                          |                          |       |       |

## Palmarés

### Títulos estatales
| Título            | Club                | Estado             | Año  |
| ----------------- | ------------------- | ------------------ | ---- |
| Campeonato Gaúcho | S. C. Internacional | Río Grande del Sur | 2009 |
| Campeonato Gaúcho | S. C. Internacional | Río Grande del Sur | 2011 |
| Campeonato Goiano | Goiás E. C.         | Goiás              | 2012 |
| Copa do Nordeste  | Ceará S. C.         | Región Nordeste    | 2015 |
| Campeonato Baiano | E. C. Vitória       | Bahía              | 2016 |
| Recopa Gaúcha     | Grêmio              | Río Grande del Sur | 2019 |
| Campeonato Gaúcho | Grêmio              | Río Grande del Sur | 2019 |
| Copa do Nordeste  | Fortaleza E. C.     | Región Nordeste    | 2024 |

### Títulos nacionales
| Título                          | Club           | País   | Año  |
| ------------------------------- | -------------- | ------ | ---- |
| Campeonato Brasileño de Serie B | Goiás E. C.    | Brasil | 2012 |
| Copa de Brasil                  | C. R. Flamengo | Brasil | 2022 |

### Títulos internacionales
| Título            | Club           | Sede      | Año  |
| ----------------- | -------------- | --------- | ---- |
| Copa Libertadores | C. R. Flamengo | Guayaquil | 2022 |

### Distinciones individuales
| Distinción                            | Año  |
| ------------------------------------- | ---- |
| Máximo goleador de la Copa de Brasil  | 2016 |
| Mejor jugador de la Copa Libertadores | 2020 |
| Futbolista del año en Sudamérica      | 2020 |
| Miembro del Equipo Ideal de América   | 2020 |